# Romul Munteanu
Romul Munteanu (n. 18 martie 1926, Călanu Mic, Hunedoara – d. 17 martie 2011, București) a fost un critic, istoric literar și editor român.

## Biografie
A absolvit Școala Primară în localitatea Batiz, mai apoi Școală Normală din Deva, după finalizarea studiilor liceale a urmat studii la Facultatea de Litere de la Universitatea din Cluj între anii 1946-1950. Și-a început activitatea didactică la Cluj, unde după încheierea studiilor universitare a devenit asistentul profesorului Dimitrie Popovici în 1950, și a continuat-o la Institutul Pedagogic din București și apoi la Universitatea din București. Teza sa de doctorat, Aspectele și dimensiunile iluminismului românesc, a fost susținută în 1960 la Universitatea din Leipzig. În perioada 1957-1961 a fost lector invitat la Institutul de Romanistică din Leipzig. A fost profesor de literatură comparată la Facultatea de Litere a Universității din București și a publicat numeroase monografii, studii de sinteză sau culegeri de eseuri. Din 1970 până în 1989 a fost director al Editurii Univers, unde a contribuit la unul dintre cele mai interesante proiecte culturale postbelice, și anume la crearea unei „biblioteci universale” în limba română, reluând un ideal drag lui Ion Heliade Rădulescu.

## Distincții
- Medalia Muncii (13 octombrie 1964) „cu prilejul aniversarii a 100 de ani de la înființarea Universității din București, pentru activitate îndelungată, contribuție în dezvoltarea științei și merite deosebite în dezvoltarea învățămîntului superior”[4]

## Volume publicate
- Contribuția Școlii ardelene la culturalizarea maselor, EDP, 1961
- Brecht, monografie, Ed. Univers, Buc, 1966
- Noul roman francez, Ed. Univers, 1967
- Farsa tragică, Ed. Univers, 1970, Farsa tragică. O poetica comparată a teatrului absurdului, ed. revizuită, Editura Pro Humanitate, 1997
- Literatura europenă în epoca luminilor, 1971
- Profiluri literare, Ed. Univers, 1972
- Jurnal de cărți, I-IV, 1973-1978
- Cultura europeană în epoca luminilor, Ed. Minerva, 1974, ediția a doua
- Metamorfozele criticii europene moderne, 1975
- Lecturi și sisteme, 1977
- Jurnal de cărți, II, 1979
- Clasicism și baroc în cultura europeană din secolul al XVII-lea, vol I-III, Ed. Univers, 1981-1983
- Jurnal de cărți 5, Ed. Libra, 1994
- Preludii la o poetică a antiromanului – Noul roman francez, Ed. Eminescu, 1995,
- Introducere în literatura europeană modernă, Ed. All, 1996,
- Permanențe ale poeziei românești, Ed. Odeon, 1996,
- Jurnal de cărți 6, Ed. Libra 1996,
- O viața trăită, o viață visată (memorii), Ed. Globus, 1996,
- Școala ardeleană, Ed. Odeon, 1997,
- Jurnal de cărți 7, Ed. Libra, 1998,
- Iluminism și romantism european, Ed. Odeon, 1998,
- Cultura europeană în epoca luminilor, Editura Pro Humanitate, 1999,
- La littérature européenne moderne, Ed. Amarcord, Timișoara, 2000,
- O viață trăită, o viață visată, memorii, ediție actualizată, Ed. Libra 2001,
- Viața în ceață sau cântecul lebedei (continuare memorii), vol. II, Ed. Libra, 2005.